# Letkis
Letkis (také Letkiss nebo Letkajenkka) je společenský tanec pocházející z Finska, který se v první polovině šedesátých let rozšířil po celém světě. Lidé při něm stojí za sebou v řadě a drží tanečníka před sebou kolem pasu, synchronizovaně vykopávají nohama do stran a poskakují sounož dopředu a dozadu. Tanec je populární především na různých oslavách, protože umožňuje zapojit do zábavy více lidí než klasické párové tance. Pořádají se také soutěže o to, kdo vydrží déle tancovat nebo získá větší počet účastníků: v roce 1964 vytvořili v Turku zástup dlouhý 2200 metrů.
Název tance vznikl z finských slov „letka“ (had) a „jenkka“ (tradiční lidový tanec podobný polce). Zpopularizoval ho Rauno Lehtinen skladbou se zkráceným názvem Letkis, což cizincům připomínalo anglický výraz „let’s kiss“ (líbejme se). V době největší slávy letkisu vytvářeli přední skladatelé popmusic písně určené speciálně pro tento tanec, jako např. Poupée de cire, poupée de son Serge Gainsbourga.